# 韓光玉
韓 光玉（ハン・グァンオク、朝鮮語: 한광옥、1942年1月29日 - ）は、大韓民国の政治家。東橋洞系の長老の1人で、大統領秘書室長（金大中政権・朴槿恵政権）、第11・13・14・15代韓国国会議員を歴任した。
本貫は清州韓氏、族譜名は光均（クァンギュン、광균）。号は凡峯（ポンボン、범봉）。朝鮮時代の文臣の韓忠の17世孫である。

## 経歴
全羅北道全州出身。ソウル大学校文理科大学英文科卒。同行政大学院政策課程修了。大韓学生政治外交協会会長、全国民権守護学生総連盟準備委員長、3選改憲反対汎国民闘争委員会宣伝分科委員、新民党最高委員補佐役、韓・インド親善協会副会長、第68次列国議会同盟韓国代表、民韓党組織局長・統一問題特別委員会委員長、民主化推進協議会スポークスパーソン、第13代大統領選挙平和民主党状況室長、平和民主党総裁秘書室長、国会労働委員会委員長、統合民主党事務総長・最高委員・副総裁、新政治国民会議副総裁、国家経営戦略会議議長、1997年大統領選挙国民会議・自民連間野党大統領候補一本化推進委員会委員長、金大中政権労使政委員会委員長・大統領秘書室長、清州韓氏中央宗親会顧問、新千年民主党代表、朴槿恵政権大統領秘書室長、国民大統合委員会委員長を務めた。1981年の第11代総選挙では民主韓国党の候補としてソウル市冠岳区から初当選したほか、1999年の国会議員補欠選挙でも九老区から当選した。

## エピソード
1981年の第11代総選挙直前は辛道煥の秘書を、1988年の第13代総選挙の時は金大中総裁の秘書室長をそれぞれ務めていた。
第11代国会議員在任中の1982年10月7日、安企部による原稿の検閲および「民主韓国党は官製野党」という批判があるにもかかわらず、全斗煥政権への対政府質問で「政治報復の中断」「金大中の釈放」「光州事件の真相調査」を要求した。当時内乱陰謀事件により清州刑務所に収監されていた金大中もこれを知り、1985年に米国から一時帰国の時に韓に感謝の意を述べた。
第12代総選挙で落選した後、1986年の建国大籠城事件で学生たちと同調して民主主義守護運動に参加して、拘束・投獄された。
1998年、金大中の意向を汲んでソウル特別市長選挙に立候補しようとしたが、世論調査では崔秉烈の後塵を拝するため、同じ東橋洞系の権魯甲の説得で出馬を諦め、候補を高建に譲った。
金大中政権の大統領秘書室長退任後は1999年3月から2000年1月までの間に、ソウル市内の自宅でポソングループから1億1000万ウォンの賄賂を受け取った疑いにより拘束・起訴された。懲役5年と同額の追徴金を求刑されたが、裁判所は2003年9月、8000万ウォン分を無罪としながら、残りの部分が有罪であるため、懲役2年6か月、追徴金3000万ウォンを宣告した。また、2007年には2001年3月から2002年4月までの間に、サムジュグループの会長に権魯甲元民主党顧問の事務室運営費を肩代わりで払わせた疑いにより、懲役3年6か月を求刑された。
2009年、全州完山甲選挙区の国会議員補欠選挙に出馬する意欲を示したが、民主党内の予備選挙で2位にとどまり脱落した。翌年には民主党顧問として恩平乙選挙区の国会議員補欠選挙に出馬する意向を示した。その後は保守に転向し、2012年の大統領選挙では朴槿恵を支持し、金景梓ら同じ東橋洞系の数人と共にセヌリ党に移籍した。もちろん、金大中夫人の李姫鎬と東橋洞系長老の金玉斗は彼らを「変節者」と非難した。
朴槿恵が弾劾に遭った時は大統領秘書室長として、朴槿恵の健康状況が良くないと説明した。また、セヌリ党の李貞鉉代表、国民の党の朴智元非常対策委員長、丁世均国会議長、正義党の沈相奵常任代表と金秉準の国務総理任命問題や事態収拾案について論議した。共に民主党の秋美愛代表にも会う予定があったが、民主党指導部は朴槿恵に退陣の意思が感じないとして面会を拒否した。
朴槿恵弾劾以降は活動が少なく、2020年、共に民主党に復帰した権魯甲は韓について、「普段あまり連絡がなく、近況が分からない」と言った。同年の第21代総選挙では驪州市から出馬する未来統合党の金善教候補の選挙事務所に現れた。